# Klattia stokoei
Klattia stokoei är en irisväxtart som beskrevs av L.Guthrie. Klattia stokoei ingår i släktet Klattia och familjen irisväxter. Inga underarter finns listade i Catalogue of Life.